# 年功序列
年功序列為日本的一種企業文化，以年資和職位論資排輩，訂定標準化的薪水。通常搭配終身雇用的觀念，鼓勵員工在同一公司累積年資到退休。

## 特色
這種制度把「忠誠」視為一種最大的能力，與日本戰國時代的家臣、家僕思想類似；也重視前輩、後輩的學徒觀念，進入公司越久無條件視同越熟練和表現強，所以福利加得越高。雖然晉升職位也對工資有跳躍式幫助，但而也保障同輩中未能獲得升遷的人也能依照年資表逐漸獲得待遇，抵銷了因為不能升遷的情緒心理衝動的離職現象，增加公司長期人員穩定度和經驗傳承。
這種制度最大缺點是中下級職員沒有能力化敘薪，導致一種如人民公社吃大鍋飯的消極心態，通常日本公司中20多歲的年輕人薪水幾乎都一樣，不論個人能力為何，除非學歷和背景真的非常顯赫，一開始就佔到較高職位，不然同職位的人通常在這年紀都被公司視為學習階段的學徒，雖然日本是市場經濟的國家依然有裁員壓力，但是大部分時候都由後輩承受，在風平浪靜景氣好沒有裁員消息時公司幹部就顯得爆發力不足，所以常有做相同工作性質職位的前後輩同工不同酬，只是因年資久薪水差距達兩三倍。
等到30多歲升上管理職的人才比較有機會接到企劃型的工作，公司高層也比較會注意這一階層的人員依照能力決定升遷和額外獎金，但是大公司中還是有相當多人到了這一階段還是照表加上基礎薪資，甚至有人終其一生從進公司直到退休都沒有升遷，因為年功序列而有不錯的薪水可以過活，但是員工也因為這種求安定心態和社會氣氛被綁在同一公司同一職位，失去轉換跑道和探索自我潛能的機會，就這樣安穩和平庸的渡過一生。
對於政府來說，鼓勵這樣的制度存在，可以節省社會福利支出。但是由於這種制度並沒有可持續性，因此當此制度因為公司調整突然消失，政府、社會及家庭都會難以適應。

## 未來發展
日本泡沫經濟後發出了許多檢討聲浪，年功序列也成了檢討目標之一，現在更多公司引進美國式高度競爭的能力導向制度，或是採用年功序列和能力制混合型，儘管採用美國式制度失敗的企業很多，但大致上日本還是往能力制走；報章上也常有打破取消年功序列的知名大公司新聞見報。
2003年小泉政府通過派遣法擴及製造業的提案，是年功序列制大範圍消失的轉捩點，此後派遣人力的節省成本效果成為業界主流而持續成長，至今有1/3日本勞工是派遣雇用；社會上反對聲浪和問題也逐漸浮現，在2008年金融海嘯後的景氣衰退達到高峰，年越派遣村的活動更導致自民黨的下台，但是低成本派遣勞工的缺乏保障造成了M型社會問題、讓日本失去未來的勞動力及競爭力，與年功序列制的僵化沒國際競爭力問題，從此成為了日本朝野和經濟政策拉扯的兩難爭議。